# Осничани
Осничани или Сничени (грч. Καστανόφυτο, до 1927. грч. Οσνίτσανη) је насељено место у општини Рупишта у периферији Западна Македонија, Грчка. Према попису из 2021. године било је 12 становника.
Према бугарском географу и историчару, Василу Канчову, у Осничану је 1900. године живело 840 Словена хришћана. Македонски историчар Тодор Симовски, 1998. године наводи да су Осничани словенско насеље.